# Zeesterren (show)

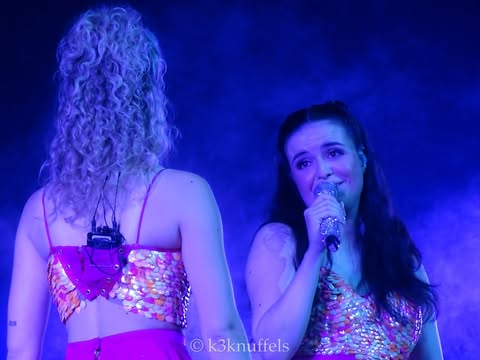
Julia Boschman en Marthe De Pillecyn

Zeesterren is de derde concerttournee van K3 in de bezetting van Hanne Verbruggen, Marthe De Pillecyn en Julia Boschman. Voor Verbruggen en De Pillecyn is dit hun achtste K3-show. De tour vond plaats in 2025 in Vlaanderen en Nederland. Op 1 maart 2025 vond de première plaats in Hasselt.

## Verhaallijn
K3 staat klaar om een magisch optreden te geven voor de zeemeerminnen in de onderwaterwereld. Maar net na hun optreden gebeurt er iets onverwachts: de schelp sluit zich plotseling! Hun zeemeermanvriend, Mako (gespeeld door Danny Dorland) zit vast en kan niet terug naar huis. Samen met het publiek gaat K3 op zoek naar drie magische parels om de schelp weer te openen en hun vriend veilig thuis te brengen.

## Zwangerschap Marthe
In september 2024 werd bekendgemaakt dat Marthe De Pillecyn zwanger was van haar eerste kindje. Hierdoor moest ze een groot deel van de tour missen en werd er gezocht naar een oplossing. In januari 2025 werd bekendgemaakt dat K3 zoekt K3-finaliste, Nora Gharib haar plaats zou innemen. Van maart tot half mei 2025 was ze te zien in de tour, eind mei nam De Pillecyn terug haar plaats in.

## Setlist
- Zomer van liefde
- Iliake
- Medley: Loko lé, Liefdeskapitein en Fata Morgana
- Parels
- Medley: Pina Colada, Vakantie, Waar zijn die engeltjes? en Ushuaia
- Medley: Liefde is een eiland, K3 4-ever en Tjikke boem
- Medley: Als het binnenregent, Jij bent de bom!, Parapluutje en Alle kleuren
- Medley: Feest, Waterval en 10.000 luchtballonnen
- Mango Mango
- Medley: Leonardo, Jij bent mijn Gigi, Hart verloren en Tele-Romeo
- Canta lysinga
- Het lied van de zeemeermin
- Goden (vanaf 14 juni 2025)
- Oya lélé

## Optredens
| Datum              | Stad             | Zaal           | Inval    |
| ------------------ | ---------------- | -------------- | -------- |
| België             |                  |                |          |
| 1 maart 2025 (3x)  | Hasselt          | Trixxo Arena   | Met Nora |
| 2 maart 2025 (2x)  | Hasselt          | Trixxo Arena   | Met Nora |
| Nederland          |                  |                | Met Nora |
| 15 maart 2025 (3x) | Utrecht          | Jaarbeurs      | Met Nora |
| 16 maart 2025 (2x) | Utrecht          | Jaarbeurs      | Met Nora |
| België             |                  |                | Met Nora |
| 22 maart 2025 (3x) | Gent             | Flanders Expo  | Met Nora |
| 23 maart 2025 (3x) | Gent             | Flanders Expo  | Met Nora |
| Nederland          |                  |                | Met Nora |
| 5 april 2025 (3x)  | Rotterdam        | RTM Stage Ahoy | Met Nora |
| 6 april 2025 (2x)  | Rotterdam        | RTM Stage Ahoy | Met Nora |
| België             |                  |                | Met Nora |
| 12 april 2025 (3x) | Oostende         | COREtec Dôme   | Met Nora |
| Nederland          |                  |                | Met Nora |
| 19 april 2025 (3x) | Groningen        | Martiniplaza   | Met Nora |
| België             |                  |                | Met Nora |
| 26 april 2025 (3x) | Leuven           | Brabanthal     | Met Nora |
| Nederland          |                  |                | Met Nora |
| 10 mei 2025 (3x)   | Amsterdam        | AFAS Live      | Met Nora |
| 11 mei 2025 (2x)   | Amsterdam        | AFAS Live      | Met Nora |
| 17 mei 2025 (3x)   | Breda            | Breepark       | Met Nora |
| 31 mei 2025 (3x)   | 's-Hertogenbosch | MAINSTAGE      |          |
| België             |                  |                |          |
| 14 juni 2025 (3x)  | Antwerpen        | Lotto Arena    |          |
| 15 juni 2025 (2x)  | Antwerpen        | Lotto Arena    |          |